# Michael Hauschild
Michael Hauschild (* 20. August 1960 in Bonn) ist ein Brigadegeneral des Heeres außer Dienst der Bundeswehr und war bis zum 30. September 2022 Abteilungsleiter Informationstechnik (I) im Bundesamt für Ausrüstung, Informationstechnik und Nutzung der Bundeswehr (BAAINBw) in Koblenz.

## Militärische Laufbahn

### Ausbildung und erste Verwendungen
Hauschild trat 1980 bei der Fernmeldeausbildungskompanie 971 in der Ludwig-Frank-Kaserne in Mannheim in die Bundeswehr ein, wo er die Grundausbildung absolvierte. Anschließend wechselte er zum Fernmeldebataillon 960 (teilaktiv) in die General-Delius-Kaserne nach Mayen und durchlief die Offizierausbildung zum Offizier des Truppendienstes der Fernmeldetruppe Operative Information. Von 1982 bis 1986 studierte er Luft- und Raumfahrttechnik an der Universität der Bundeswehr München und schloss dieses Studium als Diplom-Ingenieur ab. Von 1987 bis 1990 wurde er als Zugführer in einer Fernmeldekompanie im Fernmeldebataillon 910 in Rheinbach verwendet. Es folgte ein Einsatz als Kompaniechef in derselben Einheit. Parallel absolvierte er ein Fernstudium Aeronautical Science an der Embry Riddle Aeronautical University in Daytona Beach, Florida (USA), welches er als Master of Aeronautical Science abschloss. Von 1994 bis 1996 war Hauschild Teilnehmer am 37. Generalstabslehrgang an der Führungsakademie der Bundeswehr in Hamburg.

### Dienst als Stabsoffizier
Nach Absolvieren der Generalstabsausbildung war Hauschild von 1996 bis 1998 im Amt für Fernmelde- und Informationssysteme der Bundeswehr in Rheinbach eingesetzt. Von 1998 bis 1999 nahm er an einem Masterlehrgang am Royal Military College of Science (RMCS), in Shrivenham (Großbritannien) teil. Diesen schloss er als Master of Science in Defence Technology ab. Von 1999 bis 2001 war Hauschild als Kommandeur des Fernmelderegiments 210 in Ulm in einer Truppenverwendung. Danach wurde er in das Bundesministerium der Verteidigung nach Bonn versetzt, wo er 2001 bis 2004 als stellvertretender Referatsleiter Fü H III 5 (Grundsatzangelegenheiten der Führungsunterstützung im Heer) im Führungsstab des Heeres eingesetzt war. Es folgte 2004 bis 2006 eine internationale Stabsverwendung als Stellvertretender Abteilungsleiter J3 Plans im Allied Joint Force Command Brunssum (JFC Brunssum) der NATO in Brunssum (Niederlande). Von 2006 bis 2008 war Hauschild im Kommando Operative Führung Eingreifkräfte in Ulm als Stabsoffizier J3 Ongoing Operations eingesetzt. Es folgte 2008 bis 2009 eine neuerliche Ämterverwendung als Unterabteilungsleiter A3 im Bundesamt für Informationsmanagement und Informationstechnik der Bundeswehr in Koblenz. Von 2009 bis 2012 war Hauschild im selben Amt, diesmal mit Dienstsitz in Bonn, Leiter der Realisierungsorganisation SASPF. Es folgten Verwendungen als Referatsleiter im Bundesministerium der Verteidigung: 2012 bis 2016 als Referatsleiter AIN IV 1 (Grundsatz Nutzung) und von 2016 bis 2018 als Referatsleiter AIN IV 5, später umgegliedert zum Referat CIT II 5 (Prozessorientierte IT-Unterstützung, SASPF und IT-Prozessgestaltung).

### Dienst als General
Vom 16. März 2018 bis zum 30. September 2022 war Hauschild Abteilungsleiter Informationstechnik (I) im Bundesamt für Ausrüstung, Informationstechnik und Nutzung der Bundeswehr (BAAINBw) in Koblenz. Auf diesem Dienstposten erhielt er auch die Beförderung zum Brigadegeneral.

## Privates
Hauschild ist verheiratet und hat drei Kinder.